# Det sande ansigt
Det sande ansigt er en dansk film fra 1951, instrueret af Bodil Ipsen og Lau Lauritzen junior. Manuskriptet er skrevet af Johannes Allen efter en roman af Gerhard Rasmussen.

## Resumé
En ung arkitekt, Troels Rolf, der betragter sig selv som idealist, bliver en formiddag hentet af kriminalpolitiet, mistænkt for at have begået en af de hæsligste forbrydelser, der findes: voldtægt og mord på en 10-årig pige. Han kan ikke gøre rede for, hvad han har foretaget sig den aften, mordet fandt sted, og filmen fortæller, hvad der sker inden i ham i de næste 24 timer, idet hans verden bryder sammen, og han omringes af menensker, der enten blankt nægter at tro på hans uskyld, eller stiller sig tvivlende eller - som i de færreste tilfælde - går ind for ham uden at stille spørgsmål.

## Medvirkende
- Lau Lauritzen junior
- Johannes Meyer
- Lisbeth Movin
- Ib Schønberg
- Grethe Thordahl
- Jørn Jeppesen
- Einar Juhl
- Emil Hass Christensen
- Jakob Nielsen
- Poul Müller
- Louis Miehe-Renard
- Carl Heger
- Per Buckhøj